# Детектив Рок Слайд
Детектив Рок Слайд (англ. Rock Slyde) — американська комедія 2009 року.

## Сюжет
Недолугий приватний детектив Рок Слайд намагається допомогти фатальній красуні позбутися від переслідувачів, а також веде боротьбу з релігійним культом, який претендує на його офіс.

## У ролях
| Актор             | Роль                |
| ----------------- | ------------------- |
| Патрік Ворбертон  | Рок Слайд           |
| Енді Дік          | Барт                |
| Рена Софер        | Сара                |
| Елейн Гендрікс    | Джуді Бі            |
| Джеймі Александр  | Мартін              |
| Джейсон Александр | листоноша Стен      |
| Ерік Робертс      | Джейк Деліверіман   |
| Ліа Томпсон       | Майстер Бартологіст |
| Джейсон Маннс     | бездомний Піт       |
| Террі Чен         | Девід               |
| Крістін Холт      | бармен              |
| Том Бержерон      | Ренді Вондер        |
| Гільєрмо Діаз     | Гері                |
| Джеррі Кантрелл   | Джеррі              |
| Брайан Босворт    | пірат               |
| Біллі Ангер       | молодий Рок         |
| Грег Бонд         | Філ                 |
| Семюел Логан      | Стю                 |
| Вілл Воллес       | Стів Букерсон       |